# Tadeusz Świętochowski
Tadeusz Świętochowski (ur. 28 kwietnia 1932 w Lille, zm. 15 lutego 2017 w Nowym Jorku) – polski historyk, badacz dziejów Kaukazu.

## Życiorys
Urodził się we Francji jako syn Stanisława Świętochowskiego, dyplomaty i Stanisławy z d. Olek. Dorastał w Warszawie.
Po ukończeniu turkologii na Uniwersytecie Warszawskim wyemigrował. Studiował arabistykę w Bejrucie i na Uniwersytecie Kairskim. W 1965 przeprowadził się wraz z poznaną w Stambule żoną Marie (Mimi) Lukens do Nowego Jorku. Na Uniwersytecie Nowojorskim uzyskał doktorat. Był profesorem Wydziału Historii na Uniwersytecie Monmouth, honorowym doktorem Uniwersytetu Chazarskiego w Baku i Bakijskiego Uniwersytetu Państwowego oraz Honorowym Członkiem Towarzystwa Badań Centralnej Eurazji.
Obszarem badań Świętochowskiego była historia Bliskiego Wschodu oraz Azerbejdżanu. Był wiodącym specjalistą w zakresie współczesnej historii owego kraju. Wykładał także na Uniwersytecie Warszawskim jako starszy specjalista w ramach programu Fulbrighta.

## Wybrane publikacje
- Poland between Germany and Russia 1926–1939: the theory of two enemies, ed. by Alexander Korczyński, Tadeusz Świętochowski, New York: Pilsudski Institute of America 1975.
- Guide to the collections of the Pilsudski Institute of America for research in the modern history of Poland, New York: Pilsudski Institute of America 1980.
- Russian Azerbaijan, 1905–1920: The Shaping of a National Identity in a Muslim Community, Cambridge University Press 1985.
- Der Islam und die Entwicklung nationaler Identität in Aserbaidshan, Köln: Markus Verl.-Ges. 1989.
- Karol Wędziagolski, Boris Savinkov: portrait of a terrorist, ed. by Tadeusz Swietochowski, transl. by Margaret Patoski, Clifton, N. J.: The Kingston Press 1988.
- Russia and Azerbaijan. A Borderland in Transition, New York: Columbia Univ. Press 1995. (przetłumaczone na azerski przez Khazar University Press).
- Azerbejdżan i Rosja: kolonializm, islam i narodowość w podzielonym kraju, Warszawa: Instytut Studiów Politycznych Polskiej Akademii Nauk 1998.
- Historical Dictionary of Azerbaijan (współautor, 1999)
- Azerbejdżan, Warszawa: Wydawnictwo Trio 2006; seria Historia państw świata w XX wieku.